# Jonas Jurkus
Jonas Jurkus (ur. 24 lutego 1954 w Staiginė koło Taurogów) – litewski samorządowiec, burmistrz Możejek (1990–1995) i poseł na Sejm Republiki Litewskiej (2000–2004).

## Życiorys
Urodził się w wielodzietnej rodzinie robotniczej. W młodości pracował jako ślusarz w przedsiębiorstwie remontującym statki w Kłajpedzie. Skończył zaocznie szkołę średnią, amatorsko uprawiał bieganie.
Od 1974 do 1976 służył w Armii Radzieckiej na terenie obwodu permskiego. Po zakończeniu służby kontynuował pracę jako ślusarz w Możejkach, gdzie skończył również zaocznie szkołę techniczną. Został absolwentem Kowieńskiego Instytutu Politechnicznego ze specjalnością mechanika. Rozpoczął później studia w katedrze ekonomii wydziału nauk społecznych Uniwersytetu Szawelskiego.
W 1987 został wybrany na wiceprzewodniczącego miejskiego komitetu wykonawczego w Możejkach, urząd ten sprawował do 1990. Po odzyskaniu przez Litwę niepodległości objął stanowisko burmistrza Możejek, które zajmował do 1995.
Udzielał się politycznie również na poziomie rejonu możejskiego, będąc od 1990 jego radnym. Był wybierany w kolejnych wyborach samorządowych, jednak w 2007 zrezygnował z zasiadania w radzie. W 2000 uzyskał mandat posła na Sejm z ramienia koalicji socjaldemokratycznej Algirdasa Brazauskasa. W parlamencie zajmował się głównie problemami lokalnymi, m.in. remontem szpitala i szkół średnich w Możejkach oraz wykupieniem przez "Mažeikių nafta" budynku miejskiego domu kultury.
Od 1995 do 2000 pełnił funkcję wicedyrektora przedsiębiorstwa "Inkomi LM", w latach 2000–2005 był prezesem spółki akcyjnej "Mažeikių šilumos tinklai".
Pozostał członkiem prezydium Litewskiej Partii Socjaldemokratycznej oraz przewodniczącym jej oddziału w Możejkach. Bez powodzenia kandydował w wyborach parlamentarnych w 2008 – w II turze został pokonany przez Stanislovasa Giedraitisa w rodzinnym okręgu wyborczym. W 2011, 2015 i 2019 ponownie wybierany na radnego rejonowego.